# To Look at You
«To Look at You» es el noveno disco sencillo del grupo australiano de rock INXS, el tercero desprendido de su tercer álbum de estudio Shabooh Shoobah, y fue publicado en marzo de 1983. El lado B es el tema instrumental "The Sax Thing", que ya apareció en el sencillo "The One Thing". En el doble sencillo de 7" aparecen también "You Never Used To Cry" y "Here Comes II".
Tras los éxitos de "The One Thing" y "Don't Change", este sencillo tan solo se publicó en formato de vinilo de siete pulgadas y no hubo edición en Europa, tan solo hubo ediciones en Australia y Estados Unidos. De este modo tan solo entró en la lista de éxitos australiana, alcanzando el puesto 36

## Formatos
En disco de vinilo
7 pulgadas marzo de 1983 WEA 100239  Atco Records 7-99833  To Look at You
| Lado A |                  |                |          |  |
| N.º    | Título           | Escritor(es)   | Duración |  |
| 1.     | «To Look at You» | Andrew Farriss | 3:54     |  |

| Lado B |                 |               |          |  |
| N.º    | Título          | Escritor(es)  | Duración |  |
| 1.     | «The Sax Thing» | Kirk Pengilly | 2:58     |  |

Doble 7 pulgadas marzo de 1983 WEA XS2  To Look at You
| Lado A |                  |                |          |  |
| N.º    | Título           | Escritor(es)   | Duración |  |
| 1.     | «To Look at You» | Andrew Farriss | 3:54     |  |

| Lado B |                 |               |          |  |
| N.º    | Título          | Escritor(es)  | Duración |  |
| 1.     | «The Sax Thing» | Kirk Pengilly | 2:58     |  |

| Lado C |                         |              |          |  |
| N.º    | Título                  | Escritor(es) | Duración |  |
| 1.     | «You Never Used To Cry» | Jon Farriss  | 2:11     |  |

| Lado D |                 |                                    |          |  |
| N.º    | Título          | Escritor(es)                       | Duración |  |
| 1.     | «Here Comes II» | Andrew Farriss y Michael Hutchence | 3:27     |  |